# Tepuihyla luteolabris
Espèce
Synonymes
- Tepuihyla celsae Mijares-Urrutia, Manzanilla & La Marca, 1999

Statut de conservation UICN

 VU  : Vulnérable
Tepuihyla luteolabris est une espèce d'amphibiens de la famille des Hylidae.

## Répartition
Cette espèce est endémique du Venezuela. Elle se rencontre :
- sur le cerro Galicia dans l'État de Falcón ;
- sur le cerro Marahuaca dans l’État d'Amazonas.

## Taxinomie
Tepuihyla celsae a été placé en synonymie par Jungfer, Faivovich, Padial, Castroviejo-Fisher, Lyra, Berneck, Iglesias, Kok, MacCulloch, Rodrigues, Verdade, Torres-Gastello, Chaparro, Valdujo, Reichle, Moravec, Gvoždík, Gagliardi-Urrutia, Ernst, De la Riva, Means, Lima, Señaris, Wheeler et Haddad en 2013.

## Publication originale
- Ayarzagüena, Señaris & Gorzula, 1993 "1992" : Un neuvo genero para las especies del "grupo Osteocephalus rodriguezi" (Anura: Hylidae). Memoria de la Sociedad de Ciencias Naturales La Salle, vol. 52, no 138, p. 213-221.